# Сент-Джон, Генри, 1-й виконт Болингброк
Генри Сент-Джон, первый виконт Бо́лингброк (англ. Henry St John, 1st Viscount Bolingbroke; 1 октября 1678 — 12 декабря 1751) — английский политический философ, государственный деятель и писатель из партии тори. Занимал посты государственного секретаря по вопросам войны (1704—1708) и министра иностранных дел (1710—1714) при королеве Анне Стюарт. В 1714 году незадолго до кончины королевы Анны де-факто возглавил правительство. Ушел в отставку после воцарения Георга I. В 1715 году поддержал восстание якобитов, целью которого было свержение этого короля. После провала восстания бежал во Францию. Был приговорен к смертной казни за измену королю, однако позже приговор отменили, и в 1723 году Болингброку было разрешено вернуться в Англию. Разработал идеологию Аграрной партии.

## Биография
Потомок одной из древнейших и богатейших фамилий Англии, родословная которых восходит ко временам, предшествовавшим завоеванию Англии норманнами, единственный сын баронета Сент-Джона, родился в Баттерси (в графстве Суррей).
Уже во время своего студенчества в Оксфорде он проявил те черты своего характера, которые сделались типическими и роковыми для его политической и литературной деятельности, именно двойственность, блестящие умственные и физические способности, оригинальное мышление и страсть к деятельности наряду с легкомыслием и порочностью, которые признаны были беспримерными даже среди всеобщей распущенности тогдашнего высшего английского общества.
На политическое поприще, двери которого легко открылись для Болингброка благодаря его связям и талантам, он выступил уже в 1700 году в качестве члена парламента и, несмотря на молодость свою, вскоре занял руководящее положение среди умеренных тори. На 26-м году жизни он вступил в качестве военного министра в кабинет, образовавшийся из средних групп обеих партий и начавший новую эпоху в истории Англии своими военными победами и внутренними успехами, а главное, окончательным соединением Англии с Шотландией.
Но союз между тори и вигами оказался недолговечным. Благодаря блестящим победам Мальборо, принадлежавшего к партии вигов, последние получили перевес в кабинете и начали мало-помалу вытеснять своих противников. После 4-летнего управления делами Болингброк и его товарищ Харли, набожный граф Оксфорд, должны были уступить свои места Уолполу и Ньюкаслу, однако беспощадность, с которою виги воспользовались своей победой, и в особенности их ненависть к изгнанной династии глубоко оскорбили королеву Анну, которая в глубине души была искренно привязана к своим родным и особенно к брату. Этим воспользовался Болингброк и ловкими интригами сумел сместить правительство вигов и снова захватить власть в свои руки в 1710 году. В новом правительстве Болингброк занял пост министра иностранных дел. Влиянию Болингброка нужно приписать то, что мирные стремления взяли верх в английской политике, и война с Францией завершилась наконец Утрехтским миром.
Был момент, когда Болингброк являлся могущественнейшим человеком в Англии, но внезапная смерть Анны (10 августа 1714 года) сразу низвергла его с этой высоты. Его попытка доставить престол претенденту Якову Стюарту была подавлена в самом зародыше, и право на наследство признано за домом Ганноверским, что означало полную победу вигов и падение Болингброка.
Ещё на своем пути в Англию Георг I объявил Болингброка лишенным всех его должностей, а собравшийся в марте 1715 года парламент вигов обвинил его в государственной измене, конфисковал все его имения, и он спасся от смерти только поспешным бегством во Францию. Теперь Болингброк окончательно примкнул к якобитам.
Чтобы снова поставить свою партию у кормила правления, он не отступил даже перед мыслью внести смуту в государство. Получив от Старого Претендента титул и печать министра (над чем, впрочем, сам же и смеялся), он старался склонить к войне с Англией Людовика XIV и его внука, испанского короля Филиппа V, потом Карла XII и регентство, и не остановился перед тем, чтобы поощрять восстание в Англии и Шотландии. Но опасность иноземного вторжения примирила враждующие партии: мелкие восстания были подавлены, и попытка Якова окончилась полным фиаско. Болингброк, заклейменный именем изменника, был изгнан и от двора претендента. С тех пор ему никогда уже больше не удавалось занять место в правительстве, хотя в 1723 году он получил от Уолпола разрешение вернуться на родину и воспользовался этим.
Тем не менее, его политическая деятельность не окончилась. Болингброк выбрал только другое поприще, именно публицистику, и на этом поприще заслужил славу одного из самых выдающихся писателей. Имения были возвращены ему только через 2 года после его возвращения парламентским актом, тогда как двери Палаты лордов так и остались для него закрытыми навсегда. Тем временем после смерти своей первой жены в 1718 году он обвенчался со вдовой маркиза де Вилет, племянницей мадам де Ментенон. Он жил с нею отчасти в Англии, отчасти во Франции и громил министерство в прессе, а именно в газете «Craftsman» («Кудесник»), имевшей необычайный успех. Его надежда после отставки Уолпола (1742) снова пристроиться к власти не осуществилась. Умер Болингброк после долголетней мучительной болезни в своем родовом имении в Баттерси.

## Сочинения
Между сочинениями Болингброка, доставившими ему славу одного из величайших писателей Англии, особенной популярностью пользовалась его книга «Письма об изучении и пользе истории» («Letters on the study and use of history», 1735 год), где он излагает свое понимание истории не как исторического процесса, а главным образом как сферы духовной деятельности человека. Изучение истории должно иметь целью воспитание «в нас личной и общественной добродетели». Также он потребовал, чтобы изучающий историю, кроме созерцания мертвых переходил и к созерцанию живых. Осмеял пристрастие и идолопоклонство ученых ко всему, что носит на себе печать ветхости и педантизма, выставляя задачей историка борьбу за свободу, разоблачение лжи и лицемерия, на которых зиждется всякая иерархия. «Письма», написанные в 1735 году, адресованы начинающему политику, Генри Хайду, виконту Корнбёри (1710—1753), правнуку политика и историка графа Кларендона. Молодой лорд Конрбёри спросил мнение Болингброка о методе изучения и пользе истории. Этим обусловлена манера изложения — в виде эссе, записей живой беседы. «Письма» Болингброка отличаются последовательным рационализмом и религиозным скептицизмом. Впервые в Англии эссе изданы только после смерти автора, в 1752 г.
В другом своем сочинении, «Рассуждение о партиях» («A Dissertation upon parties»), он доказывает, что истинная свобода нераздельна с борьбой и распрями; что в конституционных государствах неусыпный надзор народа и каждого отдельного лица за правительством и его мерами составляет существенную необходимость и что никакая форма правления, никакая организация не могут оградить от народных движений, и потому напрасно порицают за это свободные учреждения. «Даже теократия, судя по истории евреев, была не без своих волнений; даже Скинией Завета не поддерживалась религия в её чистоте, а государство в надлежащем порядке». Представленные в сочинении Болингброка проблемы политической теории чрезвычайно разнообразны: принцип разделения властей, механизм взаимного сдерживания властей, происхождение, обоснование права «народа» на сопротивление власти, опровержение «нерушимого наследственного права» королей, критика абсолютизма как системы правления и защита принципов конституционной монархии. Эту работу Дж. Адамс, один из основателей США, описал так: «Это бриллиант, нет ничего столь же глубокого, правильного и совершенного по вопросу о правительстве ни на английском, ни на любом другом языке»
Полное собрание сочинений Болингброка, изданное Дэвидом Моллетом в 1754 году, было осуждено большим жюри в Вестминстере как опасное для религии, нравственности, государства и общественного спокойствия из-за религиозного скептицизма и деизма, характерного для многих сочинений лорда. В Англии в XVIII в. вышло пять изданий «Писем», первое издание «Писем» на французском языке также датируется 1752 годом, всего в XVIII в. во Франции было пять изданий. На немецком языке в XVIII в. «Письма» издавались четырежды.

## В культуре
- Болингброка часто считают прототипом Гулливера в «Путешествии в Лилипутию» Джонатана Свифта (Свифт был близким другом Болингброка). Выдвинутое против Гулливера обвинение в государственной измене во время войны лилипутов с Блефуску, его бегство в Блефуску, фигуры короля лилипутов, наследника и первого министра (Роберт Уолпол) напоминают ситуацию во время борьбы между Великобританией и Францией и биографию Болингброка.
- Генри Болингброк — персонаж пьесы Э. Скриба «Стакан воды». В советской экранизации эту роль играл Кирилл Лавров. Известен также спектакль Малого театра с Евгением Велиховым в роли лорда Болингброка (сохранилась его телеверсия 1957 г.).

## Перевод
- Письма об изучении и пользе истории / Пер. с англ. С. М. Берковской, А. Т. Парфёнова, А. С. Розенцвейга. Примеч. Ф. Н. Арского, Т. А. Павловой. Статья и общ. ред. М. А. Барга. — М.: Наука, 1978. — (Памятники исторической мысли).